# Henry Fonda
Henry Fonda (16. května 1905 Grand Island, Nebraska – 12. srpna 1982 Los Angeles, Kalifornie) byl americký herec, jedna z velkých hereckých hvězd amerického filmového průmyslu 20. století a zakladatel herecké rodiny Fondů. Úspěšnou hereckou dráhu nastoupily i jeho děti Jane Fondová a Peter Fonda i vnoučata Bridget Fondová a Troy Garity.
Během své kariéry v letech  1935–1981 se Fonda objevil ve 106 filmech, televizních pořadech a dokumentech. Za roli ve filmu Hrozny hněvu z roku 1940 byl nominován na Oscara, sošku pak získal za roli ve svém posledním  filmu Na  Zlatém jezeře z roku 1981. Je držitelem čestných cen Zlatý glóbus a Oscar  za celoživotní dílo. 

## Život
Narodil se a vyrůstal v Nebrasce, kde jeho otec provozoval tiskárnu ve městě Omaha. Předkové jeho otce pocházeli z italského Janova, odkud se jako jedni z prvních přistěhovalců přes Nizozemí dostali do Severní Ameriky. Ve státě New York pak založili město Fonda. Odtud se  koncem 19. století  mnoho potomků přestěhovalo do Nebrasky. 
Chtěl se stát spisovatelem a přihlásil se na studium žurnalistiky na univerzitě v Minnesotě. Po dvou letech ze školy odešel, protože místní prostředí neodpovídalo jeho plaché a romantické povaze. Na doporučení rodinné přítelkyně Dorothy Brandové (matky Marlona Branda) se stal členem  divadelní společnosti v Omaze. Zprvu stavěl kulisy, uklízel a vykonával různé pomocné práce. Ve dvaceti letech dostal první hereckou roli a připravoval se na profesionální uměleckou kariéru. 
V roce 1928 se Fonda  rozhodl opustit svou práci v Omaze a odešel na východ, kde se připojil ke skupině University Players, složené ze studentů známých univerzit. Byli mezi nimi i jeho budoucí manželka Margaret Sullavanová a James Stewart, který se stal jeho nejlepším přítelem. S Margaret Sullavanovou se oženil v roce 1931, ale po několika měsících se rozešli. Přátelství se Stewartem vydrželo celý život, i přes rozdílné politické názory. Fonda byl liberální demokrat, Stewart zase přesvědčeným příznivcem republikánské strany.     
V roce 1932 Fonda zamířil do New Yorku, kde se objevil v několika  divadelních produkcích na Broadwayi. Po úspěchu v komedii Farmář se žení mu byla nabídnuta smlouva na filmování v Hollywoodu.

## Filmová kariéra

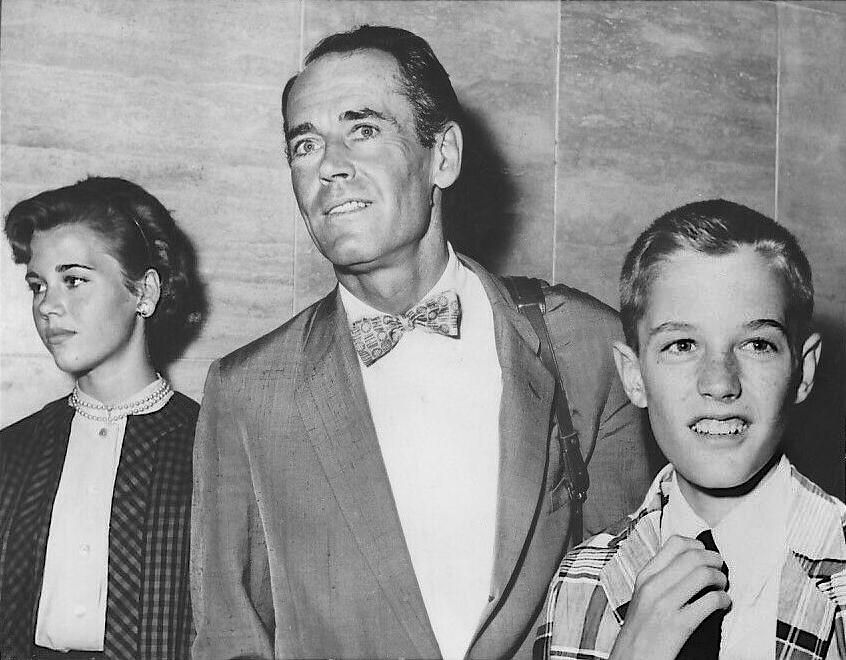
Henry Fonda s dětmi Jane a Peterem (1950)

U filmu debutoval v roce 1935 v titulní roli ve snímku Farmář se žení, což byla  filmová adaptace hry, ve které účinkoval i v divadle. Fonda se brzy stal jedním z nejpopulárnějších herců. V následujících pěti letech natočil 19 filmů. Za jeho první opravdu úspěšné filmy jsou považovány snímek Jezábel z roku 1938 a filmová adaptace románu John Steinbecka Hrozny hněvu z roku 1940, za nějž byl poprvé nominován na Oscara jako herec v hlavní roli. 
V roce 1936 se oženil s Frances Ford Seymour Brokawovou, vdovou po bohatém průmyslníkovi, která měla již pětiletou dceru. Měli spolu dvě děti, Jane (nar. 1937) a Petera (1940–2019), z nichž se  stali úspěšní herci. Rodina žila na farmě v Kalifornii.   Fondův vztah s vlastními dětmi byl komplikovaný a teprve ve stáří se sblížili.

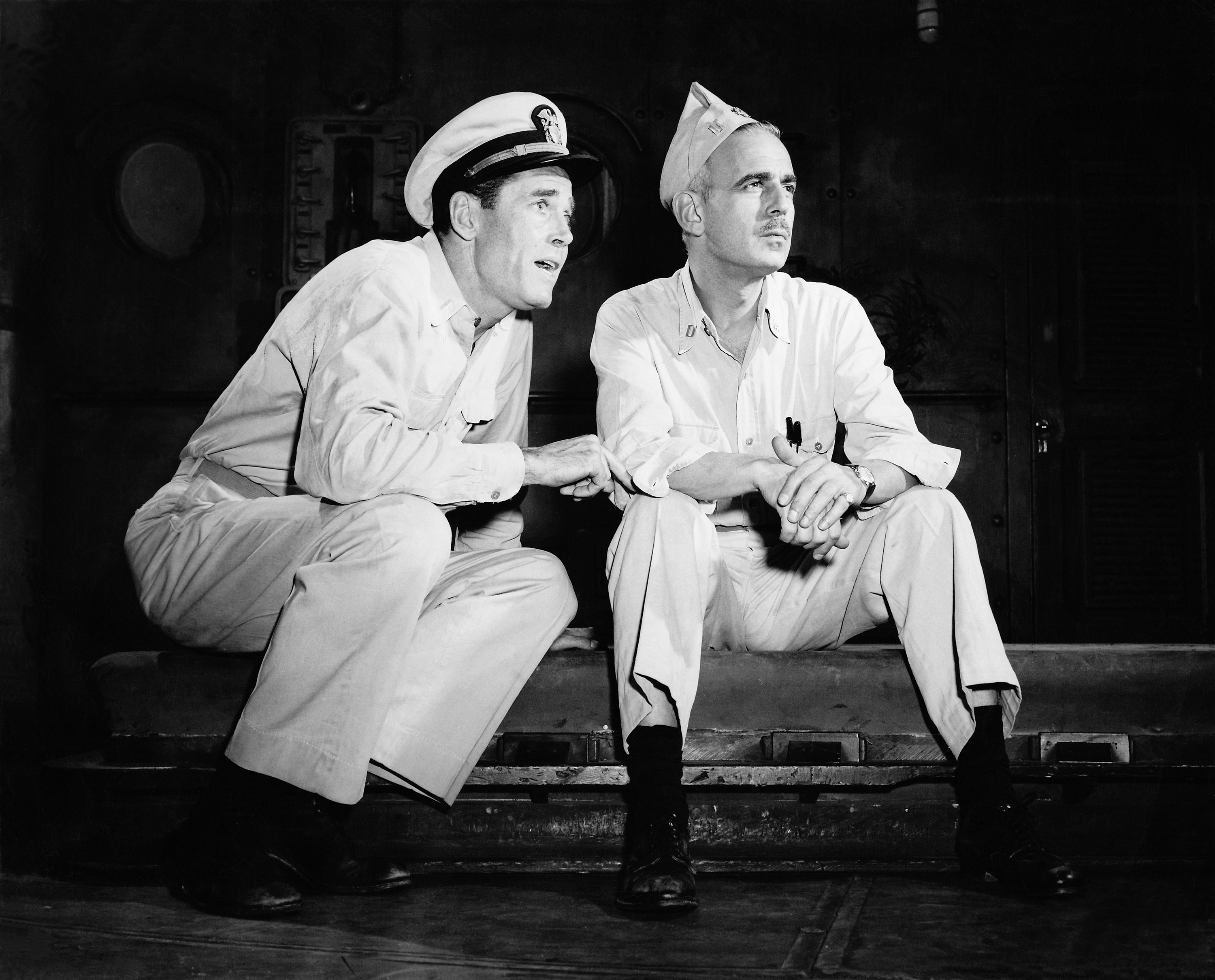
Fonda ve hře Mistr Roberts (s Paulem Stewartem) Broadway, 1950

Během druhé světové války sloužil jako dobrovolník tři roky v americkém námořnictvu na torpédoborci USS Satterlee. Později byl jmenován poručíkem v letecké bojové zpravodajské službě v centrálním Pacifiku a byl vyznamenán  bronzovou hvězdou a Navy Presidential Unit Citation. Po válce jeho filmová kariéra pokračovala několika  westernovými snímky v režii Johna Forda,  posledním byla  Pevnost Apačů z roku 1948, kde hrál spolu s Johnem Waynem.  Odmítl dlouhodobou smlouvu na filmování a vrátil se na Broadway, aby vytvořil titulní roli v komedii Mister Roberts, o americkém námořnictvu, za kterou v roce 1948 získal cenu Tony.
V roce 1950 jeho manželka spáchala sebevraždu pod vlivem psychických problémů, na kterých měl podíl i Fondův vztah s jinou ženou a návrh na rozvod. Krátce na to se Fonda oženil se svou milenkou Susan Blanchardovou a v roce 1953 adoptovali dceru. O tři roky později se rozvedli. 
K filmování se vrátil v roce 1955, když dostal hlavní roli v adaptaci hry Mister Roberts. Během natáčení se Fonda dostal do potyčky s režisérem Fordem a jejich spolupráce se na dlouhá léta přerušila. V adaptaci románu Vojna a mír z roku 1956 režiséra Kinga Vidora ztvárnil jednu z hlavních mužských postav – hraběte Pierra Bezuchova. V roce 1957 hrál ve snímku 12 rozhněvaných mužů, ve kterém se objevil také Jiří Voskovec. Fonda byl zároveň producentem tohoto filmu, který v jeho filmografii patří k nejoceňovanějším.  Za ztvárnění role jednoho z porotců byl nominován na Zlatý glóbus a  získal cenu britské filmové akademie BAFTA za nejlepšího zahraničního herce.
V roce 1957 se Fonda oženil s italskou baronkou Afderou Franchetti.  Rozvedli se v roce 1961. V roce 1965 se Fonda oženil se Shirlee Mae Adamsovou (nar. 1932) a zůstal s ní až do své smrti v roce 1982.  
Během šedesátých a sedmdesátých  let Fonda hrál v řadě válečných a westernových filmů. Režisér Sergio Leone ho obsadil do role cynického zabijáka Franka ve slavném  westernu Tenkrát na Západě z roku 1968. Jednalo se o jednu z mála záporných roli celé jeho kariéry. Dalšími jeho známými filmy jsou např. válečné drama Nejdelší den z roku 1962 a Bitva v Ardenách z roku 1965. S přítelem Jamesem Stewartem hrál ve westernové komedii Cheyennský klub (1970), objevil se v dalším filmu Sergia Leoneho  Mé jméno je nikdo (1973)  nebo válečném snímku Bitva o Midway (1976). Vystupoval také v televizních pořadech a inscenacích. V roce 1974 se vrátil na divadelní prkna na Broadway. Za roli v  životopisném dramatu Clarence Darrow  byl nominován na cenu Tony. 
Jeho zdraví se zhoršovalo, trpěl rakovinou prostaty a po problémech se srdeční arytmií mu byl implantován kardiostimulátor.  V roce 1979 obdržel zlatou desku od organizace American Academy of Achievement.  V letech 1980 a 1981 následovaly čestné ceny za celoživotní dílo na ceremoniálech  Zlatý glóbus  a Oscar.
V roce 1981, nedlouho před svou smrtí, hrál společně s Katharine Hepburnovou ve filmovém dramatu Na Zlatém jezeře, za nějž oba dva obdrželi cenu Americké filmové akademie Oscar. Fonda byl již  příliš nemocný, aby se ceremonie zúčastnil. Cenu převzala jeho dcera Jane, která ve filmu také hrála.  O několik měsíců později zemřel na srdeční chorobu ve svém domě v Los Angeles.

## Filmografie (výběr)
- 1936 Spendthrift (režie Raoul Walsh)
- 1937 Žiješ jenom jednou (režie Fritz Lang)
- 1937 Právě ta žena (režie Edmund Goulding)
- 1938 Jezábel (režie William Wyler)
- 1938 Ztřeštěná (režie Leigh Jason)
- 1939 Young Mr. Lincoln (režie John Ford)
- 1939 Bubny víří (režie John Ford)
- 1940 Hrozny hněvu (režie John Ford)
- 1940 The Return of Frank James (režie Fritz Lang)
- 1940 Chad Hanna (režie Henry King)
- 1941 The Lady Eve (režie Preston Sturges)
- 1942 Rings on Her Fingers (režie Rouben Mamoulian)
- 1943 Immortal Sergeant (režie John M. Stahl)
- 1946 Můj miláček Klementina (režie John Ford)
- 1948 Fort Apache (režie John Ford)
- 1955 Pan Roberts (režie John Ford, Mervyn LeRoy a Joshua Logan)
- 1956 Vojna a mír (režie King Vidor)
- 1956 Nepravý muž (režie Alfred Hitchcock)
- 1957 Šerifská hvězda (režie Anthony Mann)
- 1963 Spencerova hora (režie Delmer Daves)
- 1964 Ten nejlepší (režie Franklin J. Schaffner)
- 1964 Sex and the Single Girl (režie Richard Quine)
- 1965 The Dirty Game (režie Carlo Lizzani, Christian-Jaque, Werner Klingler a Terence Young)
- 1965 Bitva v Ardenách (režie Ken Annakin)
- 1966 Vysoká hra pro pravou dámu (režie Fielder Cook)
- 1967 Vítejte do Zlých časů (režie Burt Kennedy)
- 1967 Cizinec na útěku (režie Don Siegel)
- 1968 Tenkrát na Západě (režie Sergio Leone)
- 1971 Tak mě někdy napadá (režie Paul Newman)
- 1973 Mé jméno je Nikdo (režie Tonino Valerii)
- 1976 Bitva o Midway (režie Jack Smight)
- 1981 Na Zlatém jezeře (režie Mark Rydell)

## Ocenění
| Ocenění      | Rok  | Kategorie                                             | Práce                    | Výsledek  |
| ------------ | ---- | ----------------------------------------------------- | ------------------------ | --------- |
| Oscar        | 1940 | Nejlepší herec                                        | Hrozny hněvu             | Nominován |
| Oscar        | 1957 | Produkce, nejlepší film                               | 12 rozhněvaných mužů     | Nominován |
| Oscar        | 1980 | Čestná cena akademie                                  | celoživotní dílo         |           |
| Oscar        | 1981 | Nejlepší herec                                        | Na Zlatém jezeře         | Vítěz     |
| BAFTA        | 1958 | Nejlepší herec                                        | 12 rozhněvaných mužů     | Vítěz     |
| BAFTA        | 1981 | Nejlepší herec                                        | Na Zlatém jezeře         | Nominován |
| Emmy         | 1973 | Vynikající hlavní herec v limitované sérii nebo filmu | Červený poník            | Nominován |
| Emmy         | 1975 | Vynikající hlavní herec v limitované sérii nebo filmu | Clarence Darrow          | Nominován |
| Emmy         | 1980 | Vynikající hlavní herec v limitované sérii nebo filmu | Gideonova trubka         | Nominován |
| Zlatý glóbus | 1958 | Nejlepší herec – filmové drama                        | 12 rozhněvaných mužů     | Nominován |
| Zlatý glóbus | 1980 | Cena Cecila B. DeMilleho                              | celoživotní dílo         |           |
| Zlatý glóbus | 1982 | Nejlepší herec – filmové drama                        | Na Zlatém jezeře         | Vítěz     |
| Grammy       | 1977 | Nejlepší album mluveného slova                        | Velké americké dokumenty | Vítěz     |
| Tony         | 1948 | Nejlepší herec ve hře                                 | Pan Roberts              | Vyhrál    |
| Tony         | 1975 | Nejlepší herec ve hře                                 | Clarence Darrow          | Nominován |
| Tony         | 1979 | Speciální cena Tony                                   | celoživotní dílo         |           |
| AFI          | 1978 | Cena za celoživotní dílo                              | celoživotní dílo         |           |